# Kupażowanie
Kupażowanie – mieszanie różnych stylów, bądź roczników wina, piwa lub whisky w celu uzyskania odpowiednich parametrów: 
1. zawartości alkoholu
2. klarowności
3. poziomu słodyczy
4. kwasowości
5. smaku
6. zapachu.

Możliwe jest dodanie barwników i aromatów.